# Ringkøbing Sogn
Ringkøbing Sogn ist ein dänischer Sogn (Kirchspiel) in der Region Midtjylland.
In Ringkøbing leben seit 2021 insgesamt 9889 Einwohner und es hat eine Fläche von 400,9 km². Zum Kirchspiel gehören Søndervig, Kryle, Stadilø, Røjklit, Sønderby, Bøndergårde, Nørby, Mejlby, Hee, Hvingel, No, Kloster, Agersbæk, Heager, Øster No, Røgind, Vesttarp, Hebeltoft und Hammelsvang.